# 장쑤성 (중화민국)

장쑤 성의 위치

장쑤성(중국어: 江蘇省, 한국어: 강소성)은 1912년부터 1949년까지 존재했던 중화민국의 성으로 성도는 난징이며 면적은 108,314km2이다. 9개 행정독찰구 하에 2개 시, 62개 현을 관할했다. 동쪽으로는 황해, 북쪽으로는 산둥 성, 서쪽으로는 안후이 성, 남쪽으로는 저장 성과 접하고 있었다.